# Proyonanggan Utara
Proyonanggan Utara is een bestuurslaag in het regentschap Batang van de provincie Midden-Java, Indonesië. Proyonanggan Utara telt 6594 inwoners (volkstelling 2010).